# Franz Ferdinand (album)
| Recensione | Giudizio |
| ---------- | -------- |
| AllMusic   |          |

Franz Ferdinand è l'album di debutto della omonima band scozzese, pubblicato nel 2004.
La rivista Rumore lo elesse "album dell'anno".

## Tracce
Testi e musiche di Alex Kapranos, Nick McCarthy, eccetto dove indicato.
1. Jacqueline – 3:49 (Bob Hardy, Alex Kapranos, Nick McCarthy)
2. Tell Her Tonight – 2:17
3. Take Me Out – 3:57
4. The Dark of the Matinée – 4:03 (Bob Hardy, Alex Kapranos, Nick McCarthy)
5. Auf Achse – 4:19
6. Cheating on You – 2:36
7. This Fire – 4:14
8. Darts of Pleasure – 2:59
9. Michael – 3:21
10. Come on Home – 3:46
11. 40' – 3:24

Disco bonus nell'edizione limitata (live at the Paradiso, Amsterdam, 07/11/2003)
1. Cheating On You – 2:10
2. Jacqueline – 3:48
3. Tell Her Tonight – 2:47
4. Shopping For Blood – 4:04
5. Take me Out – 4:48
6. Love and Destroy – 3:55
7. Truck Stop – 3:48
8. This Fire – 4:21
9. Michael – 3:27
10. Darts of Pleasure – 4:14

Disco bonus nell'edizione limitata
1. This Fffire – 3:32
2. Van Tango – 3:26
3. Shopping for Blood – 3:34 (Paul Thomson, Alex Kapranos, Nick McCarthy)
4. All For You, Sophia – 3:00 (Bob Hardy, Alex Kapranos, Nick McCarthy)
5. Words So Leisured – 2:18

## Classifiche

### Classifiche settimanali
| Classifica (2004-05) | Posizione massima |
| -------------------- | ----------------- |
| Australia            | 12                |
| Austria              | 26                |
| Belgio (Fiandre)     | 7                 |
| Belgio (Vallonia)    | 22                |
| Danimarca            | 24                |
| Finlandia            | 13                |
| Francia              | 26                |
| Germania             | 16                |
| Irlanda              | 2                 |
| Italia               | 56                |
| Norvegia             | 11                |
| Nuova Zelanda        | 5                 |
| Paesi Bassi          | 18                |
| Regno Unito          | 3                 |
| Spagna               | 43                |
| Stati Uniti          | 32                |
| Svezia               | 16                |
| Svizzera             | 35                |

### Classifiche di fine anno
| Classifica (2004) | Posizione |
| ----------------- | --------- |
| Australia         | 51        |
| Belgio (Fiandre)  | 41        |
| Belgio (Vallonia) | 96        |
| Francia           | 84        |
| Germania          | 90        |
| Nuova Zelanda     | 25        |
| Paesi Bassi       | 71        |
| Regno Unito       | 17        |
| Stati Uniti       | 111       |
| Classifica (2005) | Posizione |
| Francia           | 119       |
| Regno Unito       | 45        |

## Formazione
- Alex Kapranos – voce, chitarra
- Nick McCarthy – voce, chitarra, tastiera
- Robert Hardy – voce, basso
- Paul Thomson – batteria